# NPL
NPL (англ. N-acetylneuraminate pyruvate lyase) – білок, який кодується однойменним геном, розташованим у людей на 1-й хромосомі. Довжина поліпептидного ланцюга білка становить 320 амінокислот, а молекулярна маса — 35 163.
| 10         |  | 20         |  | 30         |  | 40         |  | 50         |
| ---------- |  | ---------- |  | ---------- |  | ---------- |  | ---------- |
| MAFPKKKLQG |  | LVAATITPMT |  | ENGEINFSVI |  | GQYVDYLVKE |  | QGVKNIFVNG |
| TTGEGLSLSV |  | SERRQVAEEW |  | VTKGKDKLDQ |  | VIIHVGALSL |  | KESQELAQHA |
| AEIGADGIAV |  | IAPFFLKPWT |  | KDILINFLKE |  | VAAAAPALPF |  | YYYHIPALTG |
| VKIRAEELLD |  | GILDKIPTFQ |  | GLKFSDTDLL |  | DFGQCVDQNR |  | QQQFAFLFGV |
| DEQLLSALVM |  | GATGAVGSTY |  | NYLGKKTNQM |  | LEAFEQKDFS |  | LALNYQFCIQ |
| RFINFVVKLG |  | FGVSQTKAIM |  | TLVSGIPMGP |  | PRLPLQKASR |  | EFTDSAEAKL |
| KSLDFLSFTD |  | LKDGNLEAGS |  |            |  |            |  |            |

A: Аланін

C: Цистеїн

D: Аспарагінова кислота

E: Глутамінова кислота

F: Фенілаланін

G: Гліцин

H: Гістидин

I: Ізолейцин

K: Лізин

L: Лейцин

M: Метіонін

N: Аспарагін

P: Пролін

Q: Глутамін

R: Аргінін

S: Серин

T: Треонін

V: Валін

W: Триптофан

Кодований геном білок за функцією належить до ліаз. 
Задіяний у таких біологічних процесах, як вуглеводний обмін, альтернативний сплайсинг. 
Білок має сайт для зв'язування з Шиффовими основами. 
Локалізований у цитоплазмі.